# 萧全夫
萧全夫（1916年9月13日—2005年2月4日），原名萧全福，男，河南商城人，中国人民解放军少将。

## 生平

### 参加革命
1916年，萧全夫生于商城县丁家埠（今属安徽省金寨县汤家汇）一个贫苦农民家庭。8岁时，地主强收走他家两亩薄田、数间茅屋，全家流落野外，经几位舅舅帮助才有了落脚之地。9岁时，进入堂舅开办的私塾学习。12岁时，进入本乡小学学习。
1930年2月，土地革命战争蔓延到萧全夫的家乡时，萧全夫参加革命，加入中国共产主义青年团。同年10月，到商城县参加了中国工农红军游击队，很快从战士升为班长。1932年初春，被选调到红四方面军总部手枪队任排长，负责红四方面军总指挥徐向前等首长的警卫工作。1932年春，萧全夫到皖西北某地执行任务时第一次负伤，徐向前看望他并让他多读读《孙子兵法》。萧全夫读后，将自己的名字从“全福”改为“全夫”，以做“胸有全局的全夫”。第一次负伤出院后，1932年出任红四方面军总部三局通讯参谋。
1935年11月, 红四方面军在四川省名山县百丈关同川军决战，11月18日、19日川军6个旅在飞机、大炮掩护下，自三个方向反攻百丈关周边十多里弧形地带的红四方面军阵地，萧全夫参与转移物资时，右腿被弹片炸伤，从此右腿比左腿短一截。
萧全夫随红四方面军参加了长征。1936年10月，红四方面军长征抵达陕北，毛泽东对萧全夫等红四方面军电台的人员说：“你们红四方面军电台的同志们辛苦了，你们有功劳啊！特别是中央红军到贵州期间，是你们提供了情报，使我们比较顺利地脱离了险境。你们是党的干部，不是某个个人的干部。”

### 抗日战争
抗日战争期间，1938年4月，萧全夫进入延安抗大第四期学习。1938年8月1日毕业。1938年12月初，中央军委决定以抗大第七大队和第一大队部分学员作为基础，组建抗大第二分校（校长先后为陈伯钧、孙毅），向东去晋察冀边区办学，萧全夫被分配到抗大第二分校工作，历任特科大队（大队长詹才芳）第1队队长、高干科（科长詹才芳）副科长、高上科科长等职务。
1942年3月，抗大第二分校分散到晋察冀军区下属的四个军分区办学，对外称为各军分区教导大队，萧全夫被分在晋察冀军区第二军分区办学，任晋察冀军区第二军分区教导大队队长。当年，萧全夫带领学员在山西省山阴县、代县、崞县活动，在一年之内参加战斗71次，毙伤俘日伪军256人。

### 从华北到东北
1944年，萧全夫出任冀热辽军区第十七军分区参谋长。1945年8月，日本无条件投降，萧全夫任进攻河北省玉田县的前线总指挥，歼灭300余名日军和1500名伪军。随后率部解放河北省迁安县，歼俘日伪军1700人，并且将突围的遵化县守敌4000人大部歼灭在玉田县城东。
1945年11月，中央军委决定成立冀东军区（司令员詹才芳），萧全夫历任冀东军区第十三旅旅长、独立十一旅旅长。1946年1月，萧全夫率独立十一旅3个团，在河北省丰宁县（南线）、平泉县（东线）参加第一次承德保卫战。
1947年秋，冀东军区主力部队改编为东北民主联军第九纵队（司令员詹才芳），萧全夫任第二十六师师长。1947年9月，萧全夫率部从冀东出山海关到中国东北作战，第一仗的对手是陈诚部下的两个美式装备机械化师。当时陈诚刚赶走熊式辉夺得中国东北兵权。为给陈诚下马威，东北民主联军总部决定派黄永胜的第八纵队在辽宁锦西杨家杖子围歼陈诚手下王铁汉的国军第四十九军，同时派第九纵队出山海关打援，在战役发起之后阻击锦西、兴城的援敌。1947年9月21日，急行军三天的第二十六师在萧全夫带领下抢占了杨家杖子东南的五岭山。9月22日起，国军暂六十师和第二十六师以7个团兵力向萧全夫的第二十六师阵地全线进攻，武器装备落后的第二十六师凭借有利地形坚守五岭山30余小时，为整个战役的胜利作出了重要贡献，第八纵队在杨家杖子几乎全歼国军第四十九军，仅军长王铁汉带少数人逃离。
1947年10月，萧全夫又率部破袭北宁铁路。北宁铁路自北平至沈阳，是国军连接东北和关内的交通生命线。国军派出一辆护路铁甲车日夜巡逻。萧全夫率部拆除了护路铁甲车前后的铁轨和路基，俘虏了护路铁甲车。不久，萧全夫率部参加第二次进攻朝阳的战斗。当时，朝阳城内有国军暂五十一师第三团以及国军中将李守信部骑兵等2000余人，城外各据点另有2000余人的杂牌军，以锦承铁路和大凌河作为护城屏障。1947年10月21日拂晓前，詹才芳的第九纵队将朝阳城包围。10月21日晚20时，萧全夫率部按预定计划发动总攻，3个多小时连续攻击未克，萧全夫决定停止攻击，撤回待命。10月22日，经过侦察敌情，萧全夫重新部署兵力和火力，并对部队官兵作思想动员，10月22日黄昏后发动第二次总攻，成功攻进朝阳。
1948年1月，东北民主联军改称东北人民解放军，1948年3月又改称东北野战军，第九纵队番号没有变。1948年10月，在锦州战役攻坚战中，萧全夫的第二十六师充当第九纵队的突击师，成为首先攻入锦州城内的部队之一，并俘虏了东北剿总中将副总司令官兼锦州指挥所主任范汉杰、第六兵团中将司令官卢浚泉等高级将领，共歼敌2万多人。
1948年11月，根据中央军委关于统一全军编制及部队番号的命令，第九纵队改为中国人民解放军第四十六军，詹才芳任军长，下属的第二十六师改为第一三七师，萧全夫继续任师长。1949年春，萧全夫率部南下参加解放中南、华南的战斗，途经华北、中原，又经武汉渡过长江，经过3个月急行军。1949年8月，第一三七师南下参加衡宝战役，后渡过湘江攻占衡阳，参加了歼灭白崇禧主力部队的战斗。其间，第一三七师和兄弟师共同攻占衡阳县、衡山县等11座县城，歼敌4.7万余人，俘敌将军14人。

### 朝鲜战场
1950年，萧全夫升任中国人民解放军第四十六军副军长。1952年8月，中国人民解放军第四十六军改为中国人民志愿军第四十六军，萧全夫任中国人民志愿军第四十六军军长，率部进入朝鲜半岛参加抗美援朝战争，萧全夫是中国人民志愿军最年轻的军长之一。当时，以美国为首的联合国军借“停战谈判”之机，推行“绞杀战”，以图瘫痪中朝军队的后方供应及防御体系，继而在朝鲜半岛西海岸再度登陆。1952年10月29日，萧全夫率工作组同第四十二军完成防务交接后，便在堂岘设第四十六军指挥所，参加实施中国人民志愿军司令部关于粉碎敌在西海岸登陆计划的部署。
萧全夫还指挥第四十六军先后同美军陆战第一师、第二师、第二十五师，英联邦第一师，土耳其旅等9支外国军队较量150多次，击退了敌在飞机、坦克、大炮掩护下27次进攻，并组织8次反击作战，共歼敌14400多人，击落敌机93架、击伤敌机155架，击毁坦克31辆、汽车38辆，缴获火炮25门、轻重机枪169挺、枪732支、弹药444000余发、步讲机56部以及其他大批物资，扩大阵地5平方公里。作家巴金到第四十六军访问后，写出《在英雄连队里》、《魏连长和他的连队》、《记粟学福同志》等文章，中国人民志愿军司令员彭德怀也曾来第四十六军视察。
第四十六军的经典战斗是“三打马踏里”。马踏里东南山在临津江北岸，距离开城以东14公里，由四个小高地组成，是美军在三八线以北唯一的支撑点以及从高浪浦至临津江渡口的必经之处，由美军陆战第一师防守。如果攻下马踏里东南山，就可将美军全部赶到三八线以南，并威胁美军西线的交通线。1953年7月8日晚至7月26日晚，第四十六军为配合板门店谈判及中线部队反击作战，迫使美军在《朝鲜停战协定》上签字，以第四十六军第一三六师为主，利用步炮配合，先后对马踏里东南山发动三次反击作战，相继夺取马踏里东南山四个小高地。最后一次反击作战从7月24日黄昏开始，直到7月27日凌晨接到停战命令时才停止，这时已歼敌将近1000人。萧全夫获朝鲜民主主义人民共和国授予一级自由独立勋章。

### 珍宝岛事件
1954年4月，萧全夫回国进入南京军事学院战役系学习，获得刘伯承、杨得志以及苏联专家指点，成为“模范学员”。1955年9月，萧全夫被授予少将军衔，以及二级八一勋章、二级独立自由勋章、一级解放勋章。1957年7月，萧全夫从南京军事学院毕业。1961年，升任沈阳军区副参谋长。文革爆发后，造反派对萧全夫进行了四天四夜围攻批斗，逼萧全夫交待“反对无产阶级司令部”的罪行，但萧全夫没有屈服。1968年，萧全夫任副司令员兼参谋长。1969年3月，萧全夫参加指挥珍宝岛战斗。
1969年2月，中国东北的中苏边界的形势趋于紧张，沈阳军区副司令员兼参谋长萧全夫受中共沈阳军区党委的委托，把苏军对中国武装挑衅的情况整理为一份材料，上报中央军委并直接到北京向中央请求反击。在听取萧全夫汇报后，副总参谋长温玉成问萧全夫：“如果反击，你们准备选择在什么地段？”萧全夫答复为“珍宝岛”。温玉成表示：“你们呈送军委的报告我们已经仔细研究过了，有关情况也直接向周总理、毛主席做了汇报。中央同意你们的意见，对苏修的武装挑衅，要坚决予以反击。只不过，规模尽量要控制在一定范围，即这是一场局部的边界冲突！”
1969年3月2日，苏军在珍宝岛开枪袭击中方边防站站长孙玉国率领的巡逻队，早已准备好的中方边防部队还击，双方发生武装冲突，历时90分钟，中方边防部队阵亡20人，苏军阵亡40多人、伤30多人，苏军装甲车、指挥车、敞篷卡车各1辆被中方边防部队击毁。当天，沈阳军区司令员陈锡联和政委曾绍山主持开会，决定在离珍宝岛不到10公里的五林洞设虎（林）饶（河）前指，由萧全夫和沈阳军区副政委李少元统一指挥。受命之后，萧全夫调动1个步兵团、3个炮兵营、1个通信连、18个炮连，以及侦察连、机枪连，并且将第二十三军第六十七师作为战役预备队派驻牡丹江市。其间，周恩来问到北京参加中共九大筹备工作的陈锡联谁是前线指挥员，当听说是萧全夫时，周恩来笑称：“这回，苏军可是遇到对手了。我记得，这个萧全夫曾是南京军事学院的高材生哩，那里的教官都是苏联人，对苏军的那一套，他萧全夫清楚得很呢！”
1969年3月13日，苏军3辆坦克开进中方的江汊子，萧全夫立即向正在北京的陈锡联、温玉成汇报。陈锡联下令打，温玉成也赞成打，但萧全夫却判断苏军坦克后面无步兵，只是火力侦察，因此认为不应该打，以免暴露作战部署。最后萧全夫见无法回避陈锡联的命令，便命部队用迫击炮轰几炮，仅仅将苏军坦克赶走。苏军见中方炮火并不猛烈，遂决定入侵。1969年3月15日，中苏两军激战，萧全夫指挥部队发挥擅长近战的优势，反坦克炮、雷场与四○火箭筒并用，击败了苏军T-62坦克，粉碎了苏军多次进攻，共击毁苏军坦克4辆、装甲车7辆，击伤坦克及装甲车4辆，毙伤苏军170余人，并且击毙苏军上校和中校指挥官各1人。战斗进行期间，萧全夫曾抵近苏方前哨500米处观察，其他人怕他出危险，他则说：“苏军要开枪，得先向莫斯科请示，最快需要半个小时，我计划在前沿观察所呆20分钟。”结果萧全夫观察完毕离开后不到10分钟，苏军果然开火。周恩来听到战斗汇报后表扬了萧全夫，还给萧全夫打了电话。不久，中国人民解放军总参谋长黄永胜给萧全夫打电话，表扬之后要萧全夫将苏军被击伤后留在中方江面上的坦克拖回来供研究，该坦克现存北京中国人民革命军事博物馆。

### 新疆任职
1980年1月，萧全夫升任乌鲁木齐军区（当时为大军区）司令员。总参谋长杨得志在萧全夫赴任前对他加以嘱咐。萧全夫到乌鲁木齐军区后，根据邓小平“军队要像军队的样子”的指示，提出了“军人要像个军人的样子，营区要像个营区的样子，部队要像个部队的样子”的口号，抓战备训练。1981年8月1日，乌鲁木齐军区在乌鲁木齐市举行大型阅兵。1982年9月，萧全夫亲自策划并组织了“三战”演习（游击战、运动战、坚固阵地防御战）。杨得志等领导参观演习。乌鲁木齐军区部队守卫6700多公里边防线，多数边防部队驻守条件艰苦，萧全夫多次到北京向中央军委反映困难。1984年8月，萧全夫到号称“生命禁区”的阿里防区以及海拔5380米的神仙湾哨卡视察，成为历史上进入该地区军内职务最高、年龄最大的第一个人。
1980年初，鉴于改革开放后部队官兵思想活跃，他和政委谭友林抓部队的思想政治教育，亲自给官兵上党课、讲革命传统，教育官兵贯彻中共十一届三中全会精神，同中共中央、中央军委保持一致，并要求部队加强社会主义精神文明建设。
后来萧全夫担任中顾委委员。1985年8月退居二线后，萧全夫继续深入各地调查研究，写出了许多调查报告和文章。1988年7月，获得一级红星荣誉功勋章。萧全夫最后一次病重住院后不久，写下遗嘱，要求在逝世后，从其积蓄中拿出5万元人民币，其中2万元交给中共党组织作为党费，3万元捐给家乡的希望工程。
2005年2月4日，萧全夫在北京病逝，享年89岁。

## 著作
萧全夫写过许多回忆文章，主要有：
- 《苦练出精兵》
- 《忆无名英雄蔡威同志》
- 《巍巍五岭山》
- 《朝阳攻坚战》
- 《我们参加了会宁大会师》
- 《破袭》
- 《回忆彭总视察我们的前沿阵地》
- 《津南突破》